# タマゴノドン
タマゴノドンは北海道千歳市のご当地キャラクターである。千歳の観光を盛り上げる為卵をモチーフにしたご当地キャラクターとして登場した。

## 沿革
北海道内一の鶏卵生産量を誇る地元産の卵をPRしようと、千歳市の商工会議所は、ご当地怪獣キャラクター「タマゴノドン」を作製した。広告代理店の第一通信社（東京）が全国各地で展開する「ご当地怪獣シリーズ」から生まれたもので他にもご当地怪獣が存在している。造形家でテレビ東京TVチャンピオン・フィギュア王選手権で優勝した寒河江弘と脚本家の村井さだゆきによって制作された。寒河江弘は特撮美術、特殊造形またフィギュア作家でもある。1999年「TVチャンピオン」の「プロモデラー選手権」に出場し決勝ラウンドまで残る。2006年「フィギュア王選手権」では優勝し初代フィギュア王となる。村井さだゆきは脚本家である。奈良県出身。1993年『飛べないオトメの授業中』で第6回フジテレビヤングシナリオ大賞大賞受賞。特撮脚本家6人が集合、“ご当地怪獣”のオリジナル小説集発売。

## ストーリー
「ニワトリ族という守り神が眠っている。この道内のどこかに。それは北海道の鶏達の間に受け継がれる言い伝えであった。しかし、それはただの伝説ではなかったのだ。ある時子供達が新千歳空港のロビーでお土産の卵を割ってしまったことか事件は起こった。地面がわれ巨大卵が出現し、その卵がわれ、中から怪獣タマゴノドンが現れ、暴れだしたのだ。飛び立とうとする旅客機はを自分の母親と勘違いするも飛べず、更にき凶暴さを増す怪獣。タマゴノドンの沈静化は不可能かと思われた時、千歳じゅうの鶏達が鳴いてタマゴノドンを諌める。その思いが伝わったのか途端タマゴノドンの体は弾け、無数の羽の生えた卵へと変化し空に飛び立った。怪獣タマゴのノドンとは一体なんだったのかそれは誰にも分からない」といったストーリー設定がある。
- 身長：55メートル
- 重量：28,000トン
- 生息地：新千歳空港付近
- ご当地：北海道千歳市
- 種類：鶏卵怪獣
- モチーフ：卵
- 必殺技：卵白ビーム　卵黄ショット　カラザチェーン